# Santa Cruz, Cochoapa el Grande
Santa Cruz är en ort i Mexiko.   Den ligger i kommunen Cochoapa el Grande och delstaten Guerrero, i den sydöstra delen av landet, 270 km söder om huvudstaden Mexico City. Santa Cruz ligger 1 512 meter över havet och antalet invånare är 115.
Terrängen runt Santa Cruz är bergig åt sydväst, men åt nordost är den kuperad. Runt Santa Cruz är det ganska glesbefolkat, med 43 invånare per kvadratkilometer. Närmaste större samhälle är Yuvinani, 9,9 km norr om Santa Cruz. I omgivningarna runt Santa Cruz växer huvudsakligen savannskog.